# Kachhwa
Kachhwa é uma cidade e uma nagar panchayat no distrito de Mirzapur, no estado indiano de Uttar Pradesh.

## Geografia
Kachhwa está localizada a 25° 13′ N, 82° 43′ L. Tem uma altitude média de 84 metros (275 pés).

## Demografia
Segundo o censo de 2001, Kachhwa tinha uma população de 14,712 habitantes. Os indivíduos do sexo masculino constituem 54% da população e os do sexo feminino 46%. Kachhwa tem uma taxa de literacia de 57%, inferior à média nacional de 59.5%: a literacia no sexo masculino é de 66% e no sexo feminino é de 46%. Em Kachhwa, 16% da população está abaixo dos 6 anos de idade.